# Kuusalu (commune)
Pour la localité, voir Kuusalu.
Kuusalu est une municipalité rurale du nord de l'Estonie appartenant au comté de Harju. Sa population est de 6 555 habitants(01/01/2012) . Elle s’étend sur une superficie de 708 km2 et se trouve à 39 km de Tallinn. Son chef-lieu administratif est Kuusalu (autrefois : Kusal).

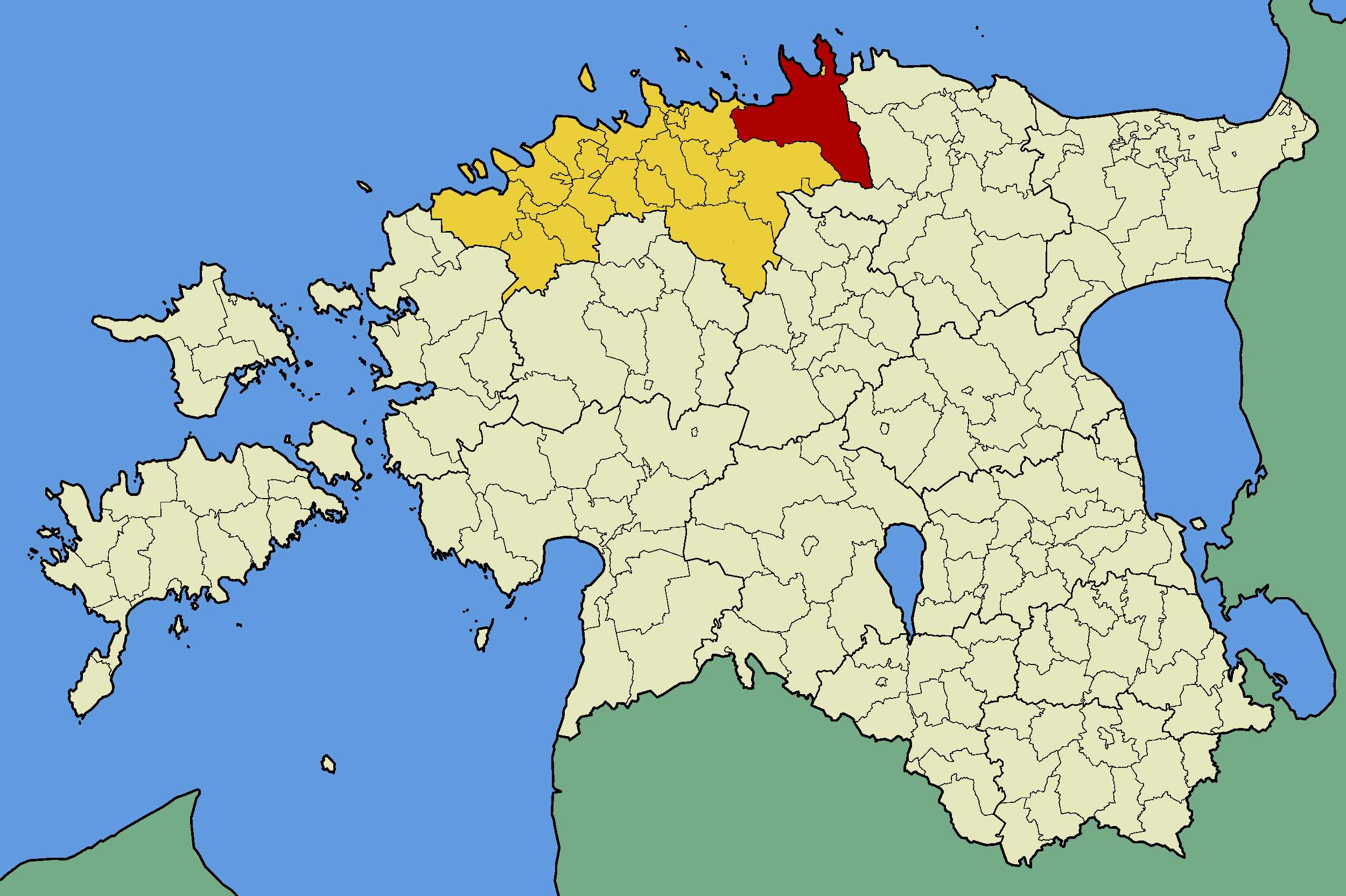
Commune de Kuusalu (rouge) dans le Harjumaa (jaune)

## Municipalité
La commune de Kuusalu a intégré en 2005 l’ancienne commune de Loksa, elle est formée de 3 bourgs et de 64 villages :

### Bourgs
Kuusalu - Kiiu - Kolga

### Villages
Allika - Andineeme - Aru - Haavakannu - Hara - Hirvli - Ilmastalu - Joaveski - Juminda - Kaberla - Kahala - Kalme - Kasispea - Kemba - Kiiu-Aabla - Kodasoo - Koitjärve - Kolga-Aabla  - Kolgaküla - Kolgu - Kosu - Kotka - Kupu - Kursi - Kuusalu küla - Kõnnu - Külmaallika - Leesi - Liiapeksi - Loksa - Murksi - Mustametsa - Muuksi - Mäepea - Nõmmeveski - Pala - Parksi - Pedaspea - Pudisoo - Põhja - Pärispea - Rehatse - Rummu - Salmistu - Saunja - Sigula - Soorinna - Suru - Suurpea - Sõitme - Tammispea - Tammistu - Tapurla - Tsitre - Turbuneeme - Tõreska - Uuri - Vahastu - Valgejõe - Valkla - Vanaküla - Vihasoo - Viinistu  - Virve